# كارول وايت
كارول وايت (بالإنجليزية: Carol White)‏ هي ممثلة بريطانية، ولدت في 1 أبريل 1943 بلندن في المملكة المتحدة، وتوفيت في 16 سبتمبر 1991 بميامي في الولايات المتحدة.

## وصلات خارجية
- كارول وايت على موقع IMDb (الإنجليزية)
- كارول وايت على موقع قاعدة بيانات الفيلم (الإنجليزية)